# Juan de Escobedo
Juan de Escobedo (Colindres, 1530 – Madrid, 31 marzo 1578) è stato un politico spagnolo. Sotto la protezione di Ruy Gómez de Silva, principe di Eboli, ottenne da re Filippo II la nomina a Segretario del Consiglio delle Finanze e nel 1569, a guardiano del castello di San Felipe e ai palazzi reali di Santander.

## Biografia
Imparentato con doña Ana de Mendoza y de la Cerda, sposa del príncipe di Eboli, Juan de Escobedo sfruttò la protezione di Ruy Gómez, che accompagnò in Inghilterra, nell'estate del 1554, al tempo del matrimonio di Filippo con Maria Tudor. Fino alla morte di Ruy Gomez, avvenuta nel luglio 1573, lo accompagnò nelle missioni di primo piano che lo impegnavano per il suo ruolo a Corte.
Successivamente, nel 1574 venne raccomandato da Antonio Pérez, segretario del re, per occupare l'incarico di segretario personale di don Giovanni d'Austria. Questa scelta, fatta in linea di principio allo scopo di vigilare sull'operato di Don Giovanni, non ebbe successo, poiché divenne uno dei più strenui sostenitori del fratello del re, che dal novembre 1576 divenne il governatore dei Paesi Bassi. Durante questa fase, Escobedo viaggiò diverse volte tra le Fiandre e la Spagna, su richiesta di Don Giovanni, per ottenere dal re l'approvazione di fondi per portare a compimento i progetti di pace con i ribelli fiamminghi, rafforzamento dell'armata delle Fiandre, per l'utilizzo durante l'invasione dell'Inghilterra, per far evadere dalla prigione Maria Stuarda, sposarla e ripristinare il cattolicesimo nel regno, dopo il rovesciamento forzato di Elisabetta I d'Inghilterra.
Nell'autunno del 1577, in vista della stagnazione di questi obiettivi, raccolse prove sulle attività illecite ed il sostegno ai ribelli fiamminghi da parte di Perez e dei suoi rapporti con la sua parente ed ex benefattrice Ana de Mendoza, principessa di Eboli. Quando il piccolo Escobedo minacciò  Antonio Perez di rivelare la collusione se non avesse sostenuto le pretese di Don Giovanni d'Austria nei Paesi Bassi e il suo tentativo di invasione dell'Inghilterra, Perez, temendo di essere accusato di tradimento contro il re, ordinò il suo assassinio, prima con un tentativo fallito di avvelenamento e successivamente eseguito da sicari il 31 marzo del 1578.
Questo cupo episodio di intrighi e cospirazioni, uno dei più bui del regno di Filippo II, che successivamente andò a coinvolgere il re stesso, fu correlato al fatto che Don Giovanni e Escobedo, una volta favorevolmente risolti i principali problemi dei Paesi Bassi, scrissero al re esprimendo il loro desiderio di tornare in Spagna, visto il successo conseguito nei Paesi Bassi, per interessarsi della politica del monarca. Timoroso che potesse essere scoperto il suo doppio gioco, Antonio Perez intervenne sul monarca e approfittò del fatto che Juan de Escobedo era stato chiamato a Corte per ordinare la sua morte. Subì due tentativi di avvelenamento in occasione di pasti consumati a casa di Antonio Perez, nei giorni 8 e 12 marzo 1578, ma senza alcun risultato. Tuttavia, alcuni giorni dopo, venne pugnalato a morte da sei uomini armati a pochi isolati dall' antico palazzo reale di Madrid, al ritorno, a tarda notte, dalla casa della principessa di Eboli.
Antonio Pérez cadde in disgrazia nel luglio del 1579; arrestato assieme alla Principessa di Éboli, venne sottoposto ad un lungo processo giudiziario con tortura inclusa, ma riuscì a fuggire in Aragona nel mese di aprile 1590, prima di rifugiarsi in Francia evitando così l'esecuzione della sua condanna a morte.